# الموت شابا
الموت شاباًً (Dying Young') فيلم رومانسيإصدار العام 1991. من إخراج جويل شوماخر. الفيلم من بطولة جوليا روبرتس وكامبل سكوت وفينسنت دونوفريو وكولين ديوهورست.

## القصة
يحكي الفيلم عن قصة فتاة تدعى هيلاري أونيل (جوليا روبرتس) تبحث عن عمل ثم تقرأ في الجريدة المحلية عن وظيفة ممرضة لمريض مصاب بسرطان الدم (اللوكيميا) وتتقدم لمقابلة العمل ويراها المريض فيكتور جيديس (كامبل سكوت) فيعجب بها ويختارها لشغل الوظيفة.
تتطور الاحداث وتبدأ هيلاري بالذهاب معه الي حلسات العلاج الكيماوي لعلاج اللوكيميا وتعيش معه الاعراض الجانبية لهذا العلاج وتنشأ نوع من العاطفة والانجذاب بينها فهي ترى ان والده منشغل دائما ولا يجد أحدا ليزوره أو يعتني به. يبدأ فيكتور في ادخالها أكثر فأكثر الي عالمه ويطلعها علي اطروحته لدرجة الدكتوراه ويخرج معها حتى يقعا معا في الحب.